# Astegopteryx malaccensis
Astegopteryx malaccensis är en insektsart. Astegopteryx malaccensis ingår i släktet Astegopteryx och familjen långrörsbladlöss. Inga underarter finns listade i Catalogue of Life.